# Marc-Olivier Doué
Marc-Olivier Doué (Bordeaux, 11 oktober 2000) is een Frans voetballer die als verdediger voor PEC Zwolle speelt.

## Carrière
Doué speelde tot de zomer van 2018 in de jeugdopleiding van de Franse club Girondins de Bordeaux, waarna hij zich op amateurbasis aansloot bij PEC Zwolle. Op 12 oktober 2018 tekende hij een drie-jarig contract met een optie voor nog één seizoen bij de Zwolse club. Op 25 augustus 2019 maakte hij debuut in de wedstrijd tegen Sparta Rotterdam. Hij kwam in de 88e minuut in het veld voor Sam Kersten. De wedstrijd eindigde in een 2–2 gelijkspel.

## Carrièrestatistieken
| Seizoen                    | Club            | Land            | Competitie      | Competitie | Competitie | Beker | Beker | Internationaal | Internationaal | Overig | Overig | Totaal | Totaal |
| Seizoen                    | Club            | Land            | Competitie      | Wed.       | Dlp.       | Wed.  | Dlp.  | Wed.           | Dlp.           | Wed.   | Dlp.   | Wed.   | Dlp.   |
| -------------------------- | --------------- | --------------- | --------------- | ---------- | ---------- | ----- | ----- | -------------- | -------------- | ------ | ------ | ------ | ------ |
| 2019/20                    | PEC Zwolle      | Nederland       | Eredivisie      | 1          | 0          | 0     | 0     | 0              | 0              | 0      | 0      | 1      | 0      |
| 2020/21                    | PEC Zwolle      | Nederland       | Eredivisie      | 6          | 0          | 1     | 0     | 0              | 0              | 0      | 0      | 7      | 0      |
| Carrière totaal            | Carrière totaal | Carrière totaal | Carrière totaal | 7          | 0          | 1     | 0     | 0              | 0              | 0      | 0      | 8      | 0      |
| Bijgewerkt tot 4 juli 2021 |                 |                 |                 |            |            |       |       |                |                |        |        |        |        |